# Johann Samuel Adami

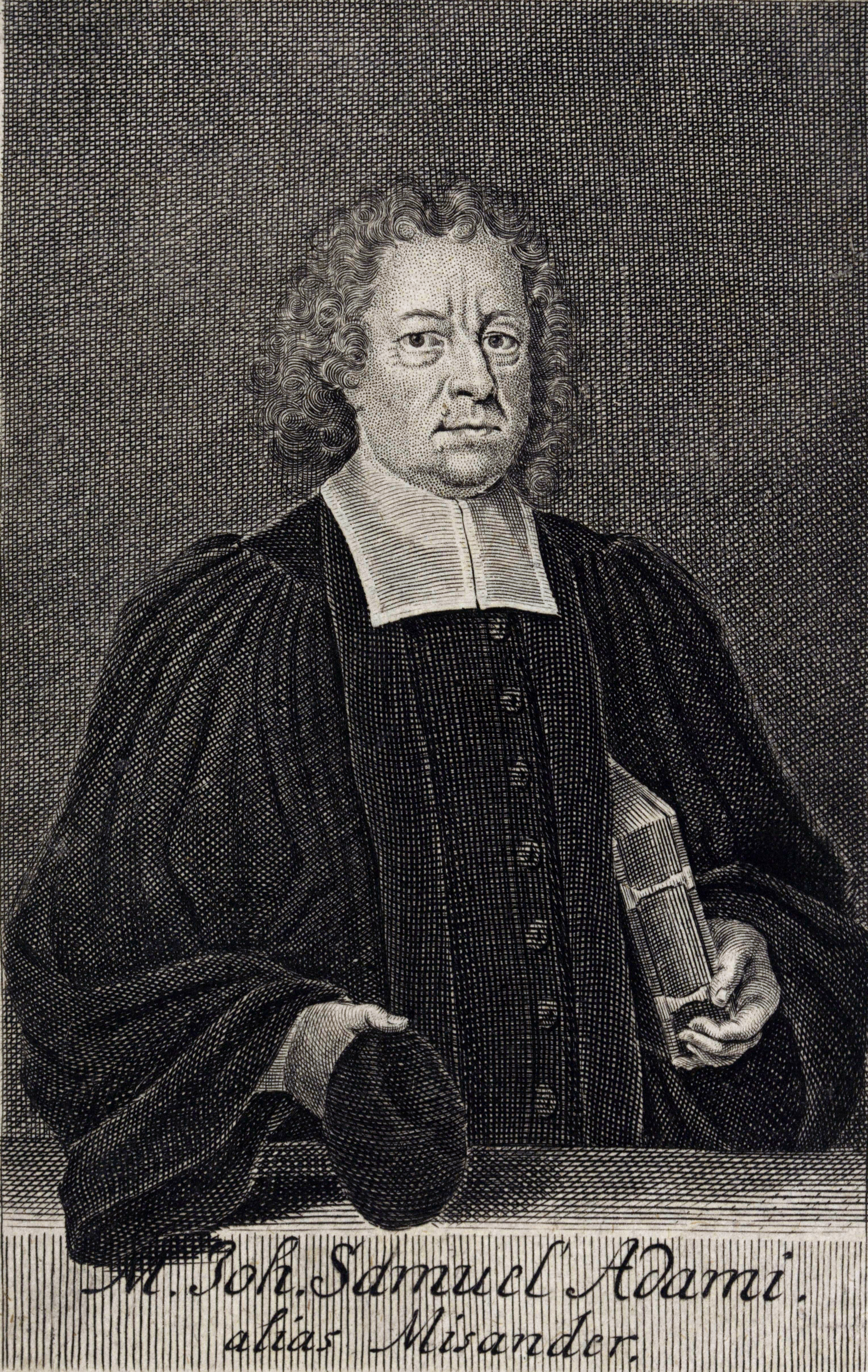
Johann Samuel Adami, Strich von Martin Bernigeroth

Johann Samuel Adami, Synonym Misander, (* 21. Oktober 1638 in Dresden; † 13. März 1713 in Pretzschendorf) war ein deutscher Theologe und Schriftsteller.

## Leben
Johann Samuel Adami wurde als Sohn eines Rechtsanwalts am 21. Oktober 1638 in Dresden geboren. Seine Vorbildung erhielt er an der dortigen Kreuzschule, welche er etliche Jahre als Currentschüler besuchte und an der er Alumnus des Gymnasiums wurde. Als er ein Studium in Leipzig aufnahm, verdiente er sich seinen Lebensunterhalt mit Famulusdiensten und Unterrichtsstunden. An der Universität hörte er philosophische und theologische Vorlesungen. Daraufhin wurde er 1661 an die Kreuzschule gerufen, die er fünf Jahre als Regens verwaltete. Während dieser Zeit erwarb er in Wittenberg 1664 den akademischen Grad eines Magisters. 1667 wurde er Substitut (d. h. Stellvertreter) des Pfarrers in Rabenau bei Tharandt, 1672 erhielt er eine eigene Pfarrstelle in Pretzschendorf, wo er am 13. März 1713 verstarb.

## Wirken
Neben seiner Tätigkeit als Pfarrer widmete er sich dem schriftstellerischen Schaffen. In seinen Schriften pflegte er sich Misander zu nennen. Dieser Name wird erklärt als Akronym aus seinem Magistertitel (M), seinen beiden Vornamen Johann (I) Samuel (S), seinem Familiennamen (A für Adami), seinem Geburtsort (ND = Neo-Dresden) und seinem Beruf und Wirkungsort (ER = Ecclesiast [d. h. Prediger in] Rabenau).
Schon zu Beginn seiner Tätigkeit in Rabenau wurde er vom kursächsischen Rat, dem Herrn von Schurtz zum Poeta laureatus ernannt. So dichtete Adami ein geistliches Lied, das in das Breslauer Gesangbuch des 18. Jahrhunderts Aufnahme fand. Seine Schriften, die einen erbaulichen und teils praktisch theologischen Charakter hatten, sind heute nur noch von historischem Wert. Dabei sucht Adami erbauliche Schriften zu kompilieren und nebenher auch auf das literarische Leben einzuwirken. So kennt man Adami später als Dichter von Kirchenliedern und als Übersetzer der Satiren des Persius (1674).
Sein Hauptwerk sind die Deliciae („Ergötzlichkeiten“), eine Realiensammlung, die, geordnet nach dem kirchlichen Festkalender, vor allem Predigtzwecken dienen sollte und zahlreiche „Historien, Sinnbilder und Gleichnisse“ enthält. 
Zu Adamis Lebzeiten sollen 73 von ihm verfasste Druckwerke erschienen sein, darunter geistliche und profane Traktate, Predigten und Leichabdankungen sowie berufspraktische Schriften für die Hand des Pastors. Die Adressaten von Adamis Schriften sind nicht ausschließlich Gelehrte, sondern auch nicht vorgebildete Leser, die ans Selbststudium herangeführt werden sollen.

## Werke
- Der verteidigte, geliebte und gelobte Postillenreiter. 1688, 2. Auflagen
- Der Wohlgeplagte Priester. 1709.
- Der exemplarische Priester. 1690.
- Poeta laureatus.
- Die Kreuzigung des Fleisches. 1710.
- Der gewissenhafte Beichtvater.
- Der tröstende Priester im Beichtstuhl. 1694.
- Die exemplarische Priesterfrau. 1699 (2. Ed. 1702).
- Das Exemplarische und Godt wohlgefällige Priester-Kind. 1701.
- Die Kreuzigung des Fleisches, nach Anleitung der Sonn- und Festtagsevangelien. 1694.
- Deliociae passionales. In 5 Teilen. 1707–1710.
- Deliciae poenitentiales. 1713.
- Deliciae sabbaticae. 2 Teile. 1716.
- Der Wegweiser zum Christentum. 1711.
- Historische Ergötzlichkeiten.
- Bücherfreunde und Bücherfeinde. 1695.
- Florilegium anglicanum. 1705.
- Ob die Heiden-, Jüden- und Türcken-Kinder seelig werden. Eine Untersuchung. Dresden 1704.